# Diaphorus gibbosus
Diaphorus gibbosus är en tvåvingeart som beskrevs av Van Duzee 1915. Diaphorus gibbosus ingår i släktet Diaphorus och familjen styltflugor. Inga underarter finns listade i Catalogue of Life.